# Вулгарис, Петрос
Петрос Вулгарис (греч. Πέτρος Βούλγαρης; 13 сентября 1883, Идра — 26 ноября 1957, Афины) — греческий адмирал XX века. Был премьер-министром Греции в 1945 году.

## Биография
Петрос Вулгарис родился на острове Идра в семье Георгиоса Вулгариса и Архонто Вацакси. По отцовской линии происходил из знатного рода Вулгарисов. Его прадед, Николаос Вулгарис, приходился братом правителю Идры Георгиосу Вулгарису (1769—1812) и дядей многократному премьер-министру Греции Димитриосу Вулгарису. После смерти отца, Петрос с матерью и братьями переехал в Афины, в дом рода Вацакси.
В Афинах окончил начальную школу и гимназию, после чего поступил в Училище морских кадетов, которое окончил в звании старшего лейтенанта флота в 1903 году. В 1908—1910 году он был послан на переподготовку за границу, и кратковременно служил на кораблях французского военно-морского флота в 1912 году. В Балканские войны Вулгарис воевал на борту эсминца Пантир, принял участие в победоносном для греческого флота Сражении у Элли.
В 1915—1916 годах Вулгарис служил адъютантом у своего земляка морского министра, адмирала Павла Кунтуриотиса. Когда в 1916 году разразилось Движение национальной обороны, Вулгарис, будучи сторонником Элефтериоса Венизелоса, также как его покровитель и земляк адмирал Кунтуриотис, оставил Афины и примкнул к революционному правительству в македонской столице, городе Фессалоники. С 1916 по 1919 год он командовал эсминцем Велос, принимая участие в морских операциях Антанты в Эгейском море в ходе Первой мировой войны.
В 1919 году он принял участие в экспедиции союзников в поддержку Белого движения, в ходе которого и по приказу Антанты греческий флот и армия совершили поход в порты южной Украины. В том же году, по мандату Антанты, греческая армия высадилась на западном побережье Малой Азии. Вулгарис командовал одним из кораблей, предназначенных оказать поддержку при высадке. Но состоявшаяся высадка в целом носила мирный характер. Впоследствии Вулгарис возглавил личный офис морского министра А. Н. Миаулиса (1868—1932).
Геополитическая ситуация изменилась коренным образом и стала роковой для греческого населения Малой Азии после парламентских выборов в Греции, в ноябре 1920 года. Под лозунгом «мы вернём наших парней домой» и получив поддержку, значительного в тот период, мусульманского населения, на выборах победила монархистская «Народная партия». Вулгарис, будучи сторонником Венизелоса, был демобилизован в марте 1921 года. Возвращение в Грецию германофила Константина освободило союзников от обязательств по отношению к Греции. Уинстон Черчилль, в своей работе «Aftermath» (стр. 387—388) писал: «Возвращение Константина расторгло все союзные связи с Грецией и аннулировало все обязательства, кроме юридических. С Венизелосом мы приняли много обязательств. Но с Константином, никаких. Действительно, когда прошло первое удивление, чувство облегчения стало явным в руководящих кругах. Не было более надобности следовать антитурецкой политике»:30.
Не находя решения в вопросе греческого населения Ионии, правительство монархистов решило разрешить вопрос разгромом кемалистов и продолжило войну. Правление монархистов завершилось поражением армии и резнёй и изгнанием коренного населения Ионии. Современный английский историк Дуглас Дакин винит в исходе войны правительство, но не греческую армию, и считает, что даже в создавшихся неблагоприятных условиях, «как и при Ватерлоо, исход мог повернуться как в эту, так и в другую сторону»:357. 28 августа/10 сентября 1922 года король Константин, перед лицом развивающейся революции распустил правительство Протопападакиса, а затем оставил свой трон, в пользу своего сына, наследного принца Георга II. Вулгарис был отозван на флот и был назначен командиром эсминца Леон. В 1923 году он стал командиром базы морской авиации в Фалере, после чего вновь был назначен капитаном эсминца Пантир.
После волнений на флоте в июне 1924 года, он ушёл в отставку но был отозван двумя месяцами позже. Он снова ушёл в отставку годом позже, после переворота генерала Пангалоса. После низложения Пангалоса в августе 1926 года, Вулгарис был отозван на службу, в звании капитана 1-го ранга, и стал командующим морской авиацией, пост который он сохранял до 1930 года. В 1930 году было образовано министерство авиации и Вулгарис стал командующим воздушными силами. В 1931 году он был назначен командиром базы флота на острове Саламин, а в период 1931—1934 он служил в качестве командующего флотилией подводных лодок.
В 1934 году Вулгарис был назначен военным атташе в Анкаре и Белграде, с резиденцией в Константинополе. Он находился на этом посту, когда в марте 1935 года в Греции произошла неудачная попытка переворота, предпринятая сторонниками Венизелоса. Как сторонник Венизелоса, Вулгарис был отправлен в отставку. Однако в ноябре 1935 года, с возвращением монархии и частичной амнистией, он был включён в резерв в звании контр-адмирала.

## В эмиграции
В последующие годы, до греко-итальянской войны 1940—1941 годов, Вулгарис работал в частном секторе, в концерне промышленника Бодосакиса (1890—1979). С началом войны греческая армия отразила нападение Италии и перенесла военные действия на территорию Албании. Это была первая победа стран антифашистской коалиции над силами Оси. Итальянское весеннее наступление 09.03-15.03.1941 года в Албании показало, что итальянская армия не могла изменить ход событий, что делало вмешательство Германии для спасения своего союзника неизбежным.
Немецкое вторжение в Грецию началось 6 апреля 1941 года. Немцы не смогли с ходу прорвать греческую оборону на Линии Метаксаса и вынудили Гитлера заявить, что «из всех противников, которые нам противостояли, греческий солдат сражался с наибольшим мужеством». Но немецкие дивизии вышли к Фессалоникам через югославскую территорию. Группа дивизий Восточной Македонии (4 дивизии) оказалась отрезанной от основных сил армии, ведущих военные действия против итальянцев в Албании, где находились 16 из общего числа 22 греческих дивизий:545. Дорога на Афины была открытой для германских дивизий.
Правительство и король Георг приняли решение оставить континентальную Грецию и перебраться на Крит, а затем на контролируемый британцами Кипр. С началом боёв за Крит 20 мая король и премьер-министр Эммануил Цудерос покинули остров и морем прибыли в Александрию 22 мая. Вместе с правительством в Александрию ушёл и греческий флот.
Вулгарис с семьёй бежал в Египет и обосновался в Каире.

## Подавление восстания на флоте
В марте 1943 года премьер-министр эмиграционного правительства Эммануил Цудерос предоставил Вулгарису портфель министра авиации. Готовя послевоенные планы по возвращению короля в страну, Цудерос организовал свою маленькую армию в эмиграции, поощряя исход греческих офицеров из оккупированной Греции на Ближний Восток:580.
18 марта 1944 года было объявлено о создании, на освобождённой Народно-освободительной армией Греции территории «Политического Комитета Национального Освобождения» (греч. Πολιτική Επιτροπή Εθνικής Απελευθέρωσης — ΠΕΕΑ), известного и как «Правительство гор». Когда эта новость достигла Ближнего Востока, организации республиканцев в греческих частях решили оказать давление на Цудероса, чтобы тот признал ΠΕΕΑ и вместе с «Правительством гор» сформировал правительство национального единства. Но делегация офицеров республиканцев, прибывшая к Цудеросу 31 марта, была арестована:700.
Событие вызвало волнения в воинских частях и требование отставки Цудероса. Цудерос, будучи антикоммунистом, но и под давлением англичан, которые не желали видеть греческое правительство вне британского контроля — отказался уйти в отставку. Последовал мятеж флота и частей греческой армии на Ближнем Востоке в апреле 1944 года. Потеряв контроль над ситуацией, Цудерос в конечном итоге подал в отставку:702.
13 апреля прибывший в Каир король Георг назначил премьер-министром Софокла Венизелоса. Тем временем арестованные Цудеросом 13 офицеров были освобождены восставшими. Последовало восстание на флоте. В Александрии, где находились 6 эсминцев и другие греческие корабли, и в Порт-Саиде, где стояли ветеран и слава греческого флота, броненосный крейсер «Георгиос Авероф» с 6 эсминцами и подлодками, восстание было всеобщим. Подводные лодки, находившиеся на Мальте или в походе в Средиземном море, заявили о присоединении к восстанию. Командующий флотом адмирал Константинос Александрис присоединился к восстанию и прислал в Каир 4 офицеров с целью оказать давление на политиков, для формирования правительства национального единства:703.
16 апреля британский адмирал Эндрю Браун Каннингем предупредил Софокла Венизелоса, что англичане полны решимости потопить греческий флот в Александрии. Венизелос озабоченный тем, что греческий флот может повторить судьбу французского флота в Оране в 1940 году, решил действовать сам.
Софокл Венизелос отозвал Вулгариса на флот, присвоив ему звание вице-адмирала, и назначил командующим флотом. Вулгарис с верными ему офицерами и моряками сумел провести операцию пере-захвата флота в ночь с 22 на 23 апреля. При проведении операции погибло несколько офицеров и матросов:704.
Из числа 30 тысяч греческих офицеров, солдат и моряков на Ближнем Востоке от 20 до 22 тысяч были заключены в британские концентрационные лагеря в Эритрее, Египте и Ливии. Прошедшие фильтрацию укомплектовали преторианские соединения 3-й Греческой горной бригады и Священного отряда (1942), верные королю и англичанам:705.
После освобождения Греции Вулгарис вернулся в страну, будучи начальником генерального штаба и командующим флотом.

## Премьер-министр
8 апреля 1945 года Вулгарис возглавил правительство Греции и оставался на этом посту 6 месяцев. Правительство Вулгариса было правительством монархистов. В армии правительство Вулгариса отправляло в отставку офицеров-демократов и призывало монархистов и коллаборационистов:826. В условиях террора монархистов против коммунистов и левых сил его первым шагом было назначить парламентские выборы на январь 1946 года. Однако это нарушало договорённости, достигнутые в январе 1945 года после военных столкновений между Народно-освободительной армией Греции и англичанами и их союзниками в Греции: до парламентских выборов должен был быть проведён референдум о целесообразности возвращения короля Георга II:806.
Политический тупик вынудил его подать в отставку 8 октября 1945 года. Вулгарис вернулся к тихой частной жизни и работал до самой своей смерти в концерне Бодосакиса.

## Смерть
Умер 26 ноября 1957 года в Морском госпитале Афин в возрасте 74 лет от сердечной недостаточности. Его отпевание состоялось в Соборе Благовещения Богородицы, ему были отданы почести действующего премьер-министра. Похороны состоялись на Первом афинском кладбище.
У Петроса Вулгариса и у его супруги, итальянки Эро де Пиан, было 2 детей, Архонто-Татьяна и Георгиос.